# Escoville
Escoville es una comuna francesa situada en el departamento de Calvados, en la región de Normandía.

## Demografía
| 321 | 417 | 460 | 438 | 623 | 626 | 805 |
| Para los censos de 1962 a 1999 la población legal corresponde a la población sin duplicidades (Fuente: INSEE [Consultar]) |     |     |     |     |     |     |